# Exetastes illusor
Exetastes illusor là một loài tò vò trong họ Ichneumonidae.